# Anisomysis gracilis
Anisomysis gracilis är en kräftdjursart som beskrevs av Panampunnayil 1984. Anisomysis gracilis ingår i släktet Anisomysis och familjen Mysidae. Inga underarter finns listade i Catalogue of Life.